# Ur dödlig synvinkel (bok)
Ur dödlig synvinkel, (eng. titel For Your Eyes Only) den åttonde boken i serien om agenten James Bond, skrivna av Ian Fleming. Till skillnad från de sju första Bond-böckerna är det här en novellsamling. Den engelska versionen, som kom ut första gången 1960, innehöll fem noveller. Den svenska versionen innehöll bara fyra: 
- "Den försvunna ordonnansen"/"From a View to a Kill"
- "M:s privata hämnd"/"For Your Eyes Only"
- "Den riskiga affären"/"Risico"
- "Hildebrandrariteten"/"The Hildebrand Rarity"

Den oöversatta novellen, "Quantum of Solace" (ungefär "ett mått av tröst"), var en icke-Bondsk historia om svartsjuka och otrohet, och har ännu inte översatts till svenska, men som har fått låna sin titel till den tjugoandra James Bond-filmen. 

## Handling

### Den försvunna ordonnansen
Bond undersöker mordet på en motorcykelordonnans från NATO:s högkvarter. Han förklär sig och tar nästa leverans själv. När mördaren försöker igen, låtsas Bond dö, men följer i hemlighet mördaren till hans gömställe.
Den här berättelsen har aldrig filmats. Mellan juni och september 1961 gavs Den försvunna ordonnansen ut som tecknad serie i tidningen Daily Express. Novellen adapterades av Henry Gammidge och ritades av John McLusky. Serien har senare återpublicerats i såväl album som den svenska tidningen James Bond Agent 007.

### M:s privata hämnd
När makarna Havelock, några nära vänner till M, dödas för att de vägrade sälja sin tomt till en major Gonzales, frågar M om Bond kan förhindra att deras dotter blir utsatt för någonting. Bond reser till Kanada, där Gonzales uppdragsgivare finns, men stöter på Judy Havelock som är ute efter hämnd.
Berättelsen ligger till grund för Melina-intrigen som ingår i filmen Ur dödlig synvinkel (1981).
Mellan september och december 1961 gavs M:s privata hämnd ut som tecknad serie i tidningen Daily Express. Novellen adapterades av Henry Gammidge och ritades av John McLusky. Serien har senare återpublicerats i såväl album som den svenska tidningen James Bond Agent 007.

### Den riskiga affären
Bond sänds till Italien för att utreda ett drogsmugglingsärende. Hans CIA-kontakt, Kristatos, pekar ut mannen Enrico Colombo. Bond blir tillfångatagen av Colombos män, förs ombord på ett skepp och träffar Colombo själv, som menar att det är Kristatos som ligger bakom smugglingen. De återvänder, och konfronterar en grupp män som håller på med nästa laddning knark - och Kristatos som övervakar det hela.
Den här berättelsen ligger till grund för mitten av filmen Ur dödlig synvinkel och stora delar finns nästan kvar ordagrant, även om handlingen är flyttad till Grekland.
Mellan april och september 1961 gavs Den riskiga affären ut som tecknad serie i tidningen Daily Express. Novellen adapterades av Henry Gammidge och ritades av John McLusky. Serien har senare återpublicerats i såväl album som den svenska tidningen James Bond Agent 007.

### Hildebrandrariteten
Under en semester möter Bond miljonären Milton Krest som anställer honom för att dyka efter en sällsynt fisk. Ombord på Krests båt upptäcker Bond att Krest misshandlar alla i sin närhet, både verbalt och fysiskt, framför allt sin fru. När expeditionen har hittat Hildebrandrariteten, dröjer det inte länge förrän Krest hittas död med fisken i munnen. För att inte blandas in i några juridiska problem häver Bond Krest överbord - och inser att det är frun som ligger bakom det hela.
Mellan maj och december 1967 gavs Hildebrandrariteten ut som tecknad serie i tidningen Daily Express. Novellen adapterades av Jim Lawrence och fick en längre inledning där Milton Krest stjäl en ny fjärrstyrd ubåt, Sea slave. Serien ritades av Yaroslav Horak. Serien har senare återpublicerats i såväl album som den svenska tidningen James Bond Agent 007.

## Övrigt
- Den svenska novellsamlingen bytte titelnovell: från "For Your Eyes Only" till "From A View To A Kill", vilket ledde till att filmen som på engelska hette "For Your Eyes Only" på svenska döptes till Ur dödlig synvinkel.